# 네트볼
넷볼(netball)은 농구의 규칙을 기준으로 여성이 경기 할 수 있도록 개량된 스포츠 경기이다. 주로 영연방 국가와 지역을 중심으로 경기가 이루어지고 있으며, 70개 이상의 국가와 지역에서 2,000만 명이 넘는 경기 인구를 가진 스포츠이다.
월드 네트볼에 따르면 이 스포츠는 80개국 이상에서 2천만 명 이상이 즐기고 있다. 월드 네트볼은 5개의 글로벌 지역으로 구성된 70개 이상의 국가대표팀으로 구성된다. 스포츠의 주요 국내 리그로는 영국의 네트볼 슈퍼리그, 호주의 선코프 슈퍼 네트볼 및 뉴질랜드의 ANZ 프리미어십이 있다. 4년마다 열리는 월드 넷볼 챔피언십(World Netball Championships), 영연방 게임(Commonwealth Games), 매년 열리는 쿼드 시리즈(Quad Series) 및 패스트5 시리즈(Fast5 Series) 등 4개의 주요 대회가 국제적으로 개최된다. 1995년에 네트볼은 국제 올림픽 위원회(IOC)에서 인정하는 스포츠 연맹이 되었지만 올림픽에는 출전한 적이 없다.

## 역사
1891년에 미국에서 탄생한 농구는 1892년 영국으로 건너가 1895년에 농구의 규칙을 기준으로 여성을 위한 스포츠로서 현재 네트볼의 원형이되는 스포츠가 탄생하였다. 그 후 영국 연방 국가와 지역을 중심으로 경기 인구가 증가하고 1924년에 뉴질랜드 농구 협회 (현재 뉴질랜드 네트볼 협회), 1926년에 브리티시 네트볼 협회, 1927년 전 오스트레일리아 여자 농구 협회 (현재 호주 네트볼 협회), 1957년 자메이카 네트볼 협회가 탄생했다. 1938년 뉴질랜드 팀이 오스트레일리아에 원정 국제 경기를 개최하였다. 경기 규정은 지역에 따라 다르며, 국제 기준의 경기 형식은 존재하지 않았다.
1956년에 잉글랜드 팀의 오스트레일리아 원정을 계기로 국제 기준의 규칙 제정이 제창되어 1960년에 잉글랜드, 오스트레일리아 , 뉴질랜드, 남아프리카 공화국, 서인도 제도, 스리랑카가 모여 국제 기준의 규칙 제정과 국제 연맹의 설립을 협의하여 여자 농구 네트볼 국제 연맹 (현재 국제 네트볼 연맹)이 설립되었다. 또한 4년마다 열리는 네트볼 세계 선수권 대회의 개최가 되었으며, 1963년에 제1회 네트볼 세계 선수권 대회가 영국에서 개최되었다. 이후에도 경기 인구는 증가하고 1985년 월드 게임 런던 대회에 채용되었으나, 1993년까지 행해졌다. 1990년에 개최된 커먼웰스 게임 오클랜드 대회에서 시범 스포츠로 선보였으며, 1998년 커먼웰스 게임 쿠알라룸푸르 대회에서 정식 종목으로 채택되었다.

## 선수의 포지션
- GS (골 슈터)
- GA (골 어태커)
- WA (윙 어태커)
- C (센터)
- WD (윙 디펜서)
- GD (골 디펜서)
- GK (골키퍼)

## 경기 방법
첫 시작은 각 팀의 C(센터)가 심판의 호각이 울리는 동시에 센터 패스로 시작한다.
포지션 별로 각자 이동할 수 있는 범위가 제한되어있기 때문에, 각자의 위치에서 드리블 없이 패스로만 공을 운반하여 상대 팀의 골대에 넣어야 한다.
이때, 공을 잡은 후에 먼저 (경기장)바닥에 닿은 발은 움직일 수 없다. 즉, 공을 들고 있는 상태로는 걷거나 뛸 수 없다.
상대 팀의 골대에 공을 한 번 넣을 때마다 1점씩 올라간다. 농구는 거리마다 3점, 2점 등 더욱 1점 이상의 점수가 있지만, 네트볼(netball)은 아무리 멀리서 골을 넣어도 1점이기에 가까이서 정확히 골을 넣는 것을 선수들은 더욱 선호한다. 이때, 골을 넣을 수 있는 위치도 정해져 있는데 골대 주변의 그려진 '골서클'이라는 반원 안에서만 슛을 넣을 수 있다. 골서클이 아닌 곳에서는 슛이 들어가도 점수로 인정이 되지 않는다.

## 같이 보기
- 세계 네트볼 연맹